# 118 Peitho
A 118 Peitho a Naprendszer kisbolygóövében található aszteroida. Karl Theodor Robert Luther fedezte fel 1872. március 15-én.